# Backobourkia
Backobourkia là một chi nhện trong họ Araneidae.